# Premi César 2021

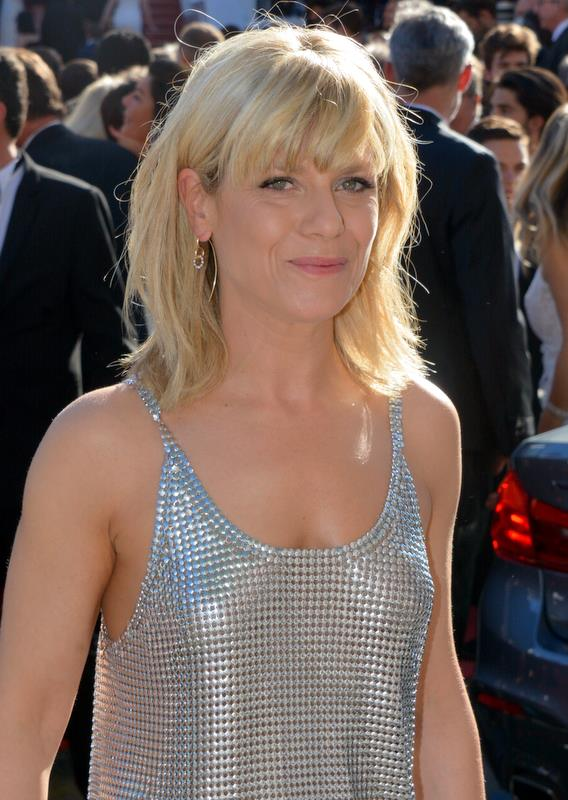
Marina Foïs, presentatrice della cerimonia

La cerimonia di premiazione della 46ª edizione dei Premi César ha avuto luogo il 12 marzo 2021 presso il teatro Olympia di Parigi. Presentata dall'attrice Marina Foïs, è stata trasmessa da Canal+.
Ad ottenere il maggior numero di candidature è stata la pellicola Les choses qu'on dit, les choses qu'on fait (quattordici) che eguaglia il record del film Cyrano de Bergerac del 1990, superato nel 2022 da Illusioni perdute con quindici. Il film maggiormente premiato è risultato Adieu les cons (sei).

## Vincitori e candidati

### Miglior film
- Adieu les cons, regia di Albert Dupontel
  - Les choses qu'on dit, les choses qu'on fait, regia di Emmanuel Mouret
  - Adolescentes, regia di Sébastien Lifshitz
  - Io, lui, lei e l'asino (Antoinette dans les Cévennes), regia di Caroline Vignal
  - Estate '85 (Été 85 ), regia di François Ozon

### Miglior regista
- Albert Dupontel - Adieu les cons
  - Maïwenn - DNA - Le radici dell'amore (ADN)
  - Albert Dupontel - Adieu les cons
  - Filippo Meneghetti - Due (Deux)
  - Emmanuel Mouret - Les choses qu'on dit, les choses qu'on fait
  - François Ozon - Estate '85 (Été 85)

### Miglior attore
- Sami Bouajila – Un figlio (Un fils)
  - Jonathan Cohen – Énorme
  - Albert Dupontel – Adieu les cons
  - Niels Schneider – Les choses qu'on dit, les choses qu'on fait
  - Lambert Wilson – De Gaulle

### Miglior attrice
- Laure Calamy – Io, lui, lei e l'asino (Antoinette dans les Cévennes)
  - Martine Chevallier – Due (Deux)
  - Virginie Efira – Adieu les cons
  - Camélia Jordana – Les choses qu'on dit, les choses qu'on fait
  - Barbara Sukowa – Due (Deux)

### Migliore attore non protagonista
- Nicolas Marié – Adieu les cons
  - Louis Garrel – DNA - Le radici dell'amore (ADN)
  - Benjamin Lavernhe – Io, lui, lei e l'asino (Antoinette dans les Cévennes)
  - Vincent Macaigne – Les choses qu'on dit, les choses qu'on fait 
  - Édouard Baer – La brava moglie (La Bonne Épouse)

### Migliore attrice non protagonista
- Émilie Dequenne – Les choses qu'on dit, les choses qu'on fait 
  - Valeria Bruni Tedeschi – Estate '85 (Été 85)
  - Fanny Ardant – DNA - Le radici dell'amore (ADN)
  - Noémie Lvovsky – La brava moglie (La Bonne Épouse)
  - Yolande Moreau – La brava moglie (La Bonne Épouse)

### Migliore promessa maschile
- Jean-Pascal Zadi – Tout simplement noir
  - Félix Lefebvre – Estate '85 (Été 85)
  - Benjamin Voisin – Estate '85 (Été 85)
  - Alexandre Wetter – Miss
  - Guang Huo – La nuit venue

### Migliore promessa femminile
- Fathia Youssouf – Donne ai primi passi (Mignonnes)
  - India Hair – Poissonsexe
  - Julia Piaton – Les choses qu'on dit, les choses qu'on fait
  - Camille Rutherford  – Felicità
  - Mélissa Guers – La ragazza con il braccialetto (La fille au bracelet)

### Migliore sceneggiatura originale
- Albert Dupontel – Adieu les cons
  - Caroline Vignal – Io, lui, lei e l'asino (Antoinette dans les Cévennes)
  - Emmanuel Mouret – Les choses qu'on dit, les choses qu'on fait
  - Filippo Meneghetti e Malysone Bovorasmy – Due (Deux)
  - Benoît Delépine e Gustave Kervern – Imprevisti digitali (Effacer l'historique)

### Migliore adattamento
- Stéphane Demoustier – La ragazza con il braccialetto (La fille au bracelet)
  - Olivier Assayas – Wasp Network
  - Hannelore Cayre e Jean-Paul Salomé – La padrina - Parigi ha una nuova regina (La daronne)
  - François Ozon – Estate '85 (Été 85)
  - Éric Barbier – Petit Pays

### Migliore fotografia
- Alexis Kavyrchine – Adieu les cons
  - Antoine Parouty e Paul Guilhaume – Adolescentes
  - Simon Beaufils – Io, lui, lei e l'asino (Antoinette dans les Cévennes)
  - Laurent Desmet – Les choses qu'on dit, les choses qu'on fait
  - Hichame Alaouié – Estate '85 (Été 85)

### Miglior montaggio
- Tina Baz – Adolescentes
  - Chistophe Pinel – Adieu les cons
  - Annette Dutertre – Io, lui, lei e l'asino (Antoinette dans les Cévennes)
  - Martial Salomon – Les choses qu'on dit, les choses qu'on fait
  - Laure Gardette – Estate '85 (Été 85)

### Migliore scenografia
- Carlos Conti – Adieu les cons
  - Thierry François – La brava moglie (La Bonne Épouse)
  - David Faivre – Les choses qu'on dit, les choses qu'on fait
  - Nicolas de Boiscuillé – De Gaulle
  - Benoît Barouh – Estate '85 (Été 85)

### Migliori costumi
- Madeline Fontaine – La brava moglie (La Bonne Épouse)
  - Mimi Lempicka – Adieu les cons
  - Hélène Davoudian – Les choses qu'on dit, les choses qu'on fait
  - Anaïs Romand e Sergio Ballo – De Gaulle
  - Pascaline Chavanne – Estate '85 (Été 85)

### Migliore musica
- Rone – La nuit venue
  - Stephen Warbeck – DNA - Le radici dell'amore (ADN)
  - Mateï Bratescot – Io, lui, lei e l'asino (Antoinette dans les Cévennes)
  - Jean-Benoît Dunckel – Estate '85 (Été 85)
  - Christophe Julien – Adieu les cons

### Miglior sonoro
- Yolande Decarsin, Jeanne Delplancq, Fanny Martin e Olivier Goinard - Adolescentes
  - Jean Minondo, Gurwal Coïc-Gallas e Cyril Holtz - Adieu les cons
  - Guillaume Valex, Fred Demolder e Jean-Paul Hurier - Io, lui, lei e l'asino (Antoinette dans les Cévennes)
  - Maxime Gavaudan, François Mereu e Jean-Paul Hurier - Les choses qu'on dit, les choses qu'on fait
  - Brigitte Taillandier, Julien Roig e Jean-Paul Hurier - Estate '85 (Été 85)

### Miglior film straniero
- Un altro giro (Druk), regia di Thomas Vinterberg • Danimarca
  - Corpus Christi (Boże Ciało), regia di Jan Komasa • Polonia, Francia
  - Cattive acque (Dark Waters), regia di Todd Haynes • Stati Uniti d'America
  - 1917, regia di Sam Mendes • Regno Unito, Stati Uniti d'America
  - La virgen de agosto, regia di Jonás Trueba • Spagna

### Migliore opera prima
- Due (Deux), regia di Filippo Meneghetti
  - Garçon chiffon, regia di Nicolas Maury
  - Donne ai primi passi (Mignonnes), regia di Maïmouna Doucouré
  - Tout simplement noir, regia di Jean-Pascal Zadi e John Wax
  - Un divano a Tunisi (Un divan à Tunis), regia di Manele Labidi Labbé

### Miglior documentario
- Adolescentes, regia di Sébastien Lifshitz
  - La cravate, regia di Etienne Chaillou e Mathias Théry
  - Cyrille, agriculteur, 30 ans, 20 vaches, du lait, du beurre, des dettes, regia di Rodolphe Marconi
  - Histoire d'un regard, regia di Mariana Otero
  - Un pays qui se tient sage, regia di David Dufresne

### Miglior film d'animazione
- Josep, regia di Aurel
  - Calamity, une enfance de Martha Jane Cannary, regia di Rémi Chayé
  - Petit Vampire, regia di Joann Sfar

### Miglior cortometraggio
- Qu'importe si les bêtes meurent, regia di Sofia Alaoui
  - Baltringue, regia di Josza Anjembe
  - Je serai parmi les amandiers, regia di Marie Le Floc'h
  - L'Aventure atomique, regia diLoïc Barché
  - Un adieu, regia di Mathilde Profit

### Premio César onorario
- Café Teatro Le Splendid, Josiane Balasko, Michel Blanc, Marie-Anne Chazel, Christian Clavier, Gérard Jugnot, Thierry Lhermitte, Bruno Moynot, Jean-Pierre Bacri (postumo)